# Frankie Knuckles
Frankie Knuckles, pseudonimo di Francis Nicholls (New York, 18 gennaio 1955 – Chicago, 31 marzo 2014), è stato un disc jockey e produttore discografico statunitense.
Veniva anche chiamato The Godfather of House Music (lett. Il padrino della musica house).

## Carriera
Studiò alla Dwyer School of Art, nel Bronx, e successivamente frequentò il FIT (Fashion Institute of Technology) di Manhattan. Cominciò a fare il dj, nel 1971, al Better Days di New York, dove lavorò con Tee Scott. La sua selezione musicale iniziale prevedeva principalmente funk, jazz, rhythm'n'blues, soul.
Knuckles si fece subito notare per le sue abilità e perciò nel 1972 fu ingaggiato come dj resident del Gallery, locale newyorkese, dove affiancò due dj molto popolari: Nicky Siano, che era anche proprietario del locale, e Larry Levan, suo grande amico. I tre furono tra i primi, insieme a Kenny Carpenter, ad introdurre nei club la tecnica del “mixaggio”, ovvero suonare i dischi uno dietro l'altro, senza interruzioni, in modo che la musica scorresse con continuità. Altra curiosità tecnica, furono tra i primi ad utilizzare più di due piatti per inserire effetti sonori nel passaggio da un brano all'altro.
Nel 1973 affiancò Levan in un altro club storico, il Continental Baths. Quando l'anno successivo Levan lasciò il locale, Knuckles ne divenne il dj principale fino alla chiusura. Successivamente affiancò Levan in un altro locale, il Paradise Garage. Nel 1976 Levan era impegnato nel suo leggendario "Garage", quando gli fu proposto di trasferirsi a Chicago e lavorare al lancio di un altro locale, il "Warehouse". Levan non era intenzionato a lasciare New York e consigliò ai proprietari di Chicago di affidare la selezione musicale a Knuckles. Knuckles accettò e si trasferì a Chicago nel 1977, diventando il dj resident del Warehouse. 
La presenza di un pubblico diverso da quello newyorkese lo spinse a sperimentazioni sonore elettroniche e a lavori di re-editing manuale; Knuckles recuperò vecchi pezzi funk, jazz e soul e attraverso manipolazioni elettroniche mediante sintetizzatori e registratori, realizzò quel genere che poi sarebbe stato denominato musica house, il cui nome deriva proprio dal nome del locale, Warehouse. Knuckles contribuì all'evoluzione della figura del dj: da semplice selezionatore di musica ad artista in grado di creare nuovi ritmi e coinvolgere il pubblico nel ballo.  
Nel 1983 aprì un club proprio, il Power Plant, chiamato in seguito "Power House", sempre a Chicago: il locale di Knuckles fu particolarmente rilevante nel promuovore e diffondere la Chicago House nel periodo in cui i dj producer cominciarono a realizzare le prime composizioni di questo nuovo genere dance. Alcune difficoltà lo costrinsero a chiuderlo nel 1987 e Knuckles tornò a New York, dove tra la metà degli anni ottanta e i primi novanta diventò resident al The World, e successivamente al The Choice, The Sound Factory e The Sound Factory Bar.
La sua carriera decollò e si mise a produrre musica. Il suo primo remix risaliva al 1982 per la canzone “Let no man put as under" dei First Choice e a seguire "I'm going to go" (1985) di Jago. 
L'attività discografica ebbe inizio con il singolo "Your Love": divenuto un classico della musica house, realizzato in principio da Byron Walton alias Jamie Principle in a cappella nel 1983. Il brano venne proposto in un primo momento in una versione demo su nastro magnetico, destinata solo ad essere sperimentata nei club di Chicago, tra cui il Power Plant. Knuckles ricevette questa prima registrazione dall'amico Freddy Gomez, quindi ridusse parecchio il testo originale di Principle, inserendo molto del materiale musicale che in seguito fece parte dell'edizione definitiva (nel mentre, Knuckles e Principle inoltre produssero insieme la canzone "Waiting on My Angel"). La prima stampa su vinile, contenente un piccolo campione della canzone "Feels Good" (1982) degli Electra, fu pubblicata nel 1986 ed era mixata dal dj Mark "Hot Rod" Trollan, ma solo nel 1987 uscì su etichetta Trax Records il 12" con le due canzoni cantate da Principle e prodotte da Knuckles: "Baby Wants To Ride / Your Love". Questa fu la versione di "Your Love" mixata da Knuckles, incisa anche su licenza di diverse etichette europee nel 1989, e suonata nei primi rave party inglesi.
Knuckles intanto, nella seconda metà degli anni ottanta, si concentrò in altre produzioni della Chicago house: assieme al produttore Chip E. incise la sua prima traccia per l'etichetta Dj International intitolata "You Can't Hide", con il cantante Ricky Dillard. Il brano uscì nel 1987. Nel frattempo pubblicò altri successi da club del filone deep house come i brani del progetto "Night Writers" e la canzone  "Tears" (1989), prodotta con Robert Owens (dei Fingers, Inc.) e Satoshi Tomiie; con i suoi amici newyorkesi David Morales, lo stesso Satoshi Tomiie e Bobby D'Ambrosio nel 1989 fondò inoltre la Def Mix Productions.
Dopo numerosi singoli e remix nel ‘91 arrivò il suo primo album: Beyond The Mix. Il disco conteneva le hit "The Whistle Song” (probabilmente il brano più famoso di Frankie Knuckles), "Rainfalls" e "Workout", che non solo raggiunsero ottimi piazzamenti nelle classifiche dance ma vennero anche particolarmente apprezzati dalla critica. Il giornalista della rivista Billboard Larry Flick nel 1992 affermò che Knuckles era probabilmente il miglior artista dance d'America e che nelle sue produzioni "conosce il groove, conosce la canzone e tutto il quadro". 
Nel 1995 Knuckles pubblicò il suo secondo album, "Welcome To The Real World", con la cantante Adeva, contenente le hit “Too Many Fish” e "Whadda U Want (From Me)". Nel 2004 è uscito l'album "A New Reality".
Sono noti i suoi lavori come remixer su canzoni di Michael Jackson e Diana Ross, per i quali nel 1997 vinse un Grammy.
Il 25 agosto 2004 è stata intitolata a suo nome la strada in cui si trova il Warehouse a Chicago: "Honorary Frankie Knuckles Way".
Dal 2011 inizia un sodalizio con l'etichetta inglese "Nocturnal Groove", riproponendo in chiave moderna alcuni grandi classici del passato, house e non, con lo pseudonimo "Director's Cut", progetto al quale prende parte assieme ad Eric Kupper.

### Morte
La notte del 31 marzo 2014, Frankie Knuckles morì a causa dell'aggravamento della condizione fisica dovuto alla sua malattia cronica, il diabete mellito di tipo 1, per la quale era stato costretto all'amputazione di un piede nel 2008, pur continuando ad esibirsi anche dopo l'intervento.

## Discografia parziale

### Album in studio
- 1991 - Beyond the Mix
- 1995 - Welcome to the Real World

### Raccolte
- 2013 - Greatest - Frankie Knucles

### Compilation
- 1994 - United DJs of America Volume 4 (con David Morales)
- 1996 - The Sessions 6 Ministry of Sound, MOS-CD6
- 1999 - Best of Frankie Knuckles (Mirakkle)
- 2000 - Choice a Collection of Classic (Azuli)
- 2000 - The Godfather of House Music: Trax Classic (Crown)
- 2002 - The Greatest Hits of Trax Classic (Trax)

### Singoli
- 1986 - You Can't Hide from Yourself (DJ International Records)
- 1987 - Only the Strong Survive
- 1987 - Baby Wants to Ride (feat. Jamie Principle)
- 1987 - It's a Cold World (feat. Jamie Principle)
- 1989 - Tears (feat. Robert Owens)
- 1989 - Ain't Nobody (Remix) (Remix del brano di Rufus e Chaka Khan)
- 1989 - Your Love
- 1990 - Move Your Body (Frankie Knuckles '90 Remix) (Remix del brano di Mashall Jefferson)
- 1991 - The Whistle Song
- 1991 - It's Hard Sometime
- 1992 - Workout
- 1992 - Rain Falls'
- 1992 - Hangin' on a Strike (Frankie Knuckles Remix) (Remix del brano dei Loose Ends)
- 1995 - Too Many Fish
- 1995 - Whadda U Want (From Me)
- 1995 - Walkin'
- 1996 - Love Can Change It
- 2001 - Keep On Movin' (feat. Nicki Richards)
- 2004 - Bac N Da Day (feat. Jamie Principle)
- 2004 - Matter of Time (Nicki Richards)
- 2006 - The Whistle Song Revisited
- 2007 - Gimme Gimme (Disco Shimmy)

### Remix
- 1986 - Marshall Jefferson - Ride the Rhythm
- 1987 - My Mine - Hypnotic Tango
- 1988 - Will Downing - A Love Supreme
- 1988 - Pet Shop Boys - I Want a Dog
- 1989 - A Guy Called Gerald - Voodoo Ray
- 1989 - Chaka Khan e Rufus - Ain't Nobody
- 1989 - L.A. Mix - Love Together
- 1989 - Chanelle - One Man
- 1989 - ABC - The Real Thing
- 1989 - Inner City - Watcha Gonna Do with My Lovin'
- 1990 - Innocence - A Matter of Fact
- 1990 - Tongue 'n' Cheek - Tomorrow
- 1990 - Alison Limerick - Where Love Lives
- 1991 - Alexander O'Neal - All True Man
- 1991 - Adeva - It Should Have Been Me
- 1991 - Electribe 101 - Talking with Myself
- 1991 - Sounds of Blackness - The Pressure, Part. 1
- 1991 - Victoria Wilson-James - Through
- 1992 - Sydney Youngblood - Anything
- 1992 - Loose Ends - Hangin' on a String
- 1992 - Michael Jackson - In the Closet
- 1992 - The Pasadenas - Moving in the Right Direction
- 1992 - The Neville Brothers - One More Day
- 1992 - Luther Vandross Janet Jackson - The Best Things in Life Are Free
- 1992 - Nu Shooz - Time Will Tell
- 1992 - Adeva - Until You Come Back to Me
- 1993 - Janet Jackson - Because of Love
- 1993 - Mica Paris - I Never Felt Like This Before
- 1993 - Will Downing - There's No Living Without You
- 1993 - Richard Darbyshire - This I Swear
- 1994 - Melanie Williams - Everyday Thang
- 1994 - Karyn White - Hungah
- 1994 - Double Exposure - Ten Percent / My Love Is Free
- 1995 - Rozalla - Baby
- 1995 - Andrea Mendez - Bring Me Love
- 1995 - Michael Bolton - Can I Touch You... There?
- 1995 - Dan Hartman & Loleatta Holloway - Keep the Fire Burnin'
- 1995 - Luther Vandross - Power of Love
- 1995 - Michael Jackson - You Are Not Alone/Rock with You
- 1996 - New Edition - Hit Me Off
- 1996 - Chaka Khan - Never Miss the Water
- 1996 - Quincy Jones - Stomp
- 1996 - Crystal Waters - The Boy from Ipanema
- 1996 - Toni Braxton - Un-Break My Heart
- 1997 - Rosie Gaines - Closer Than Close
- 1997 - Mary J. Blige - Everything
- 1997 - Robert Miles - Freedom
- 1997 - Janet Jackson - Got 'til It's Gone
- 1997 - Toni Braxton - I Don't Want To
- 1997 - M People - Just for You
- 1997 - Lisa Stansfield - Never Gonna Give You Up
- 1998 - Fire Island - Shout to the Top
- 2000 - Satoshi Tomiie - Inspired
- 2008 - Hercules and Love Affair - Blind